# Picotux
 (mai 2017).
Si vous disposez d'ouvrages ou d'articles de référence ou si vous connaissez des sites web de qualité traitant du thème abordé ici, merci de compléter l'article en donnant les références utiles à sa vérifiabilité et en les liant à la section « Notes et références ».
Picotux est un système embarqué équipé du noyau Linux. Plusieurs modèles de Picotux sont disponibles, le principal étant le Picotux 100. 

## Caractéristiques techniques
Ses dimensions sont de 35 mm × 19 mm × 19 mm, ce qui le rend à peine plus gros qu'un connecteur RJ45. Deux interfaces de communication sont fournies, un port Ethernet 10/100 Mbit/s
en half/full duplex , ainsi qu'un port série cadencé à 230,400 bit/s. 5 pattes supplémentaires peuvent être utilisées pour des opérations d'entrées/sorties ou l'initialisation de la communication série (handshaking).
Le Picotux 100 utilise un processeur 32 bit ARM7 Netsilicon NS7520 cadencé à 55 MHz, associé à une mémoire Flash de 2MB (750 kB sont réservés au système d'exploitation) et une mémoire vive de 8MB. Le système d'exploitation est μCLinux 2.4.27 Big Endian et le shell principal est BusyBox.
L'alimentation électrique du système accepte un voltage de 3,3 V (+/- 5 %) pour un courant maximum de 250 mA.